# Bezirk Pedasí
Pedasí ist ein Bezirk (distrito) der Provinz Los Santos in Panama. Die Einwohnerzahl betrug laut Volkszählung 2023 4942. Pedasí liegt an der Ostspitze der Halbinsel Azuero an der Pazifikküste Panamas.

## Gliederung
Der Bezirk Pedasí ist administrativ in folgende Corregimientos unterteilt:
- Pedasí
- Los Asientos
- Mariabé
- Purio
- Oria Arriba

## Geschichte
Die menschliche Besiedlung auf der Halbinsel Azuero, auf der sich Pedasí befindet, reicht zwischen 11.000 Jahren und 4500 Jahren zurück, basierend auf präkolumbianischen Artefakten und anderen archäologischen Beweisen, die an verschiedenen Orten auf der Halbinsel gefunden wurden. Spanische Kolonisatoren kamen im 16. Jahrhundert an und vernichteten oder vertrieben die bestehende indigene Bevölkerung weitgehend.
Der Bezirk Pedasí wurde 1840 gegründet, als Panama noch schwach mit Kolumbien verbunden war. Damals war es eine Teilung der Grafschaft Los Santos (heute Provinz Los Santos) in der Provinz Panama (die das gesamte heutige Panama mit Ausnahme der Provinzen Veraguas und Bocas del Toro umfasste). Die Bevölkerung von Pedasí betrug im Jahr 1845 701 Einwohner.